# Дефляція (економіка)
Дефля́ція (лат. deflare — здування) — ситуація, коли впродовж певного періоду часу рівень цін в економіці знижується. Простими словами, дефляція — це підвищення купівельної спроможності національної валюти.
Приклад: ви робите покупки приблизно однакового асортименту на 400 грн. в день, через місяць той-таки споживчий кошик обходиться вам в 380 грн., ще через місяць — 360 грн. Висновок: купівельна спроможність грошей збільшилася, ціни знизилися, тобто економічні агенти збільшили своє багатство.
Дефляцією супроводжується тривале економічне зростання вільної ринкової економіки за умов золотого стандарту (використання грошей, забезпечених золотом).
Протилежним явищем до дефляції є інфляція — зростання загального рівня цін за умов використання в економіці фіатних (не забезпечених золотом) грошей.

## Типи дефляції
Здебільшого досвід дефляції в західних економіках завдає шкоди — дефляція була пов'язана із падінням темпів економічного зростання та вищим рівнем безробіття. Однак можливий інший тип дефляції — від швидкого підвищення продуктивності; тоді дефляція може відповідати вищим темпам економічного зростання.
Якщо ми маємо «погану» дефляцію — падіння цін, спричинене слабким попитом, тоді фірми спостерігатимуть зниження прибутковості. За таких обставин фірми не будуть збільшувати заробітну плату, а намагатимуться скоротити заробітну плату. Крім того, якщо фірми не можуть скоротити номінальну заробітну плату, ми можемо спостерігати зростання безробіття (поєднання реального безробіття та безробіття з дефіцитом попиту).
Отже, у цьому сценарії зниження заробітної плати / вищого рівня безробіття падіння цін буде недостатнім для стимулювання витрат та більшого споживання. Натомість люди будуть схильні до ризику, намагаючись заощадити і чекаючи подальшого зниження цін.
Якщо ми маємо «хорошу» дефляцію — через велике збільшення продуктивності праці, зниження витрат, — то теоретично фірми зможуть платити за реальне збільшення заробітної плати. При такому типі дефляції ми спостерігаємо нижчі ціни, але також вищий обсяг виробництва, вищу продуктивність, вищий прибуток — і, сподіваємось, більшу реальну заробітну плату. Якщо споживачі бачать нижчі ціни, але у них зростають реальні доходи, тоді ви очікуєте більших витрат, оскільки вони матимуть гроші, щоб придбати ці дешевші товари. Падіння собівартості продукції призводить до зниження цін для споживачів, але випуск збільшується.

## Причини дефляції
Дефляція може бути наслідком позитивних процесів в економіці, але це трапляється досить рідко і, як правило, виражається дуже незначними кількісними характеристиками. Зниження цін в цьому випадку обумовлено:
1. зменшенням вартості сировини;
2. вдосконаленням технологій і виробничих процесів;
3. конкурентною боротьбою за споживача;
4. сезонним зниженням цін.

Дефляція, обумовлена причинами розбалансованості економіки , більш висока за кількісними показниками, і тягне за собою негативні наслідки (детальніше про це — в наступному розділі статті). В цьому випадку причинами дефляції є:
1. Зниження в обороті грошової маси.
  1. Це відбувається внаслідок того, що у населення через зниження цін утворюється деякий надлишок грошей, який воно не витрачає, а відкладає (вдома або в банках).
  2. Інша причина зниження обсягу грошової маси — заходи, які застосовує держава в боротьбі з інфляцією. І в тому і в іншому випадку утворюється дефіцит грошей ;
2. «Перекіс» балансу «попит — пропозиція» в сторону пропозиції, виникає так звана «криза надвиробництва»;
3. Зменшення обсягу видаваних кредитів. Це також є наслідком надлишку грошей «на руках» у населення.

## Наслідки дефляції
1. Зниження споживчого попиту, або відстрочений попит. Коли люди очікують ще більшого зниження цін і не поспішають купувати товари і послуги. Таким чином, ціни падають ще нижче.
2. Падіння виробництва, що відбувається неминуче за падінням попиту. Який сенс виробляти товар, який не купують.
3. Закриття підприємств, заводів, які не можуть «утриматися на плаву» через падіння попиту.
4. Масове зростання безробіття через банкрутство компаній і скорочення штатів залишилися. Звідси випливає падіння доходів населення.
5. Масовий відтік інвестицій, що ще більше погіршує ситуацію в економіці країни.
6. Багато активів знецінюються.
7. Банки припиняють кредитування бізнесу і населення або дають гроші під нечувано високий відсоток.

До позитивних моментів можна лише віднести тимчасову короткострокову ейфорію від зниження цін на товари і послуги.
Зниження загального рівня цін (дефляція) внаслідок конкуренції між виробниками та використанням забезпечених грошових засобів розглядається як позитивне явище представниками Австрійської школи економіки.
Дефляція не пов'язана із загальним зниженням цін, а виникає у відповідь на скорочення сукупного багатства, яке викликане (фідуціарним) збільшенням грошової маси. Дефляція — це завжди хороша новина, оскільки вона є відповіддю на ліквідацію різних видів діяльності, які ведуть до ерозії створення багатства. … Тоді як інфляція послаблює процес створення багатства, дефляція зрештою посилює його. 

## Історичні періоди дефляції
Американський економіст Австрійської школи Джозеф Салерно так описує зв'язок дефляції та виористання золотого стандарту:
Історично склалося так, що природною тенденцією в індустріальній ринковій економіці при використанні товарних грошей, таких як золото, було постійне зниження загальних цін, оскільки безперервне накопичення капіталу та прогрес у промислових технологіях призводили до постійного збільшення пропозиції товарів. Таким чином, протягом усього XIX століття і аж до Першої світової війни у промислово розвинених країнах переважала легка дефляція, оскільки швидке зростання пропозиції товарів випереджало повільне зростання грошової маси, яке відбувалося в умовах класичного золотого стандарту. Наприклад, у США з 1880 по 1896 рік рівень оптових цін упав приблизно на 30 відсотків, або на 1,75 % на рік, тоді як реальний дохід зріс приблизно на 85 відсотків, або близько 5 % на рік.

## Методи боротьби з дефляцією
Перерахуємо актуальні 'методи боротьби з дефляцією в рамках монетарної політики держави. Суть методів:
1. Центральний Банк (ЦБ) знижує ставки кредитування для підприємств → підприємства охочіше беруть кредити → виробництва модернізуються (або перепрофілюються) → випускається конкурентоспроможний продукт → ціни збільшуються → зростання рівня дефляції зупиняється;
2. ЦБ знижує ставки кредитування для населення → населення бере більше позик → купівельний попит збільшується → ціни ростуть → дефляція зупиняється;
3. держава зменшує податковий тягар на підприємства → знижується собівартість продукції при колишньому відпускний рівні цін → збільшується прибуток → зростають інвестиції в виробництво → зростання виробництва;
4. держава збільшує випуск державних цінних паперів.

Такі підходи, як «боротьба з дефляцією», характерні лише для економістів кейнсіанських поглядів, орієнтованих виключно на короткострокові цілі економічної політики.